# マクガフィン (曲)
「マクガフィン」は、岡村靖幸さらにライムスターのコラボ・シングル。
2019年11月27日に、V4Recordsから配信限定シングルとして先行公開。
2020年1月22日には、30cmアナログ盤が完全生産限定で発売された。
その後、2020年4月1日発売の岡村のアルバム、『操』に収録された。
岡村のシングルとしては、本作は31枚目に当たる。
プロモーション盤として、マキシシングルが存在する。

## 概要
本作は、2019年10月19日、Zepp Diver Cityで行なわれた岡村のライヴ『やばいよ！この気持ち。』で初披露された。
作曲・プロデュースを岡村、作詞を岡村・宇多丸・Mummy-D、ターンテーブルをDJ JINが担当。

## 収録曲
1. マクガフィン／岡村靖幸さらにライムスター  
作詞：宇多丸・Mummy-D・岡村靖幸 作曲・編曲：岡村靖幸